# Модзви
Модзви (груз. მოძვი) — село в Грузии, на территории Сачхерского муниципалитета края (мхаре) Имеретия.

## География
Село находится в центральной части Грузии, на левом берегу реки Проне (бассейн Квирилы), на расстоянии 15 километров к югу от города Сачхере, административного центра муниципалитета. Абсолютная высота — 792 метра над уровнем моря.

## Население
По результатам официальной переписи населения 2014 года, в Модзви проживало 738 человек (376 мужчин и 362 женщины). В национальной структуре населения грузины составляли 99,6 %, русские — 0,14 %, татары — 0,14 %.
| Год  | Население, человек |
| ---- | ------------------ |
| 2002 | 921                |
| 2014 | ↘ 738              |